# Puerto López
Puerto López là một khu tự quản thuộc tỉnh Meta, Colombia. Thủ phủ của khu tự quản Puerto López đóng tại Puerto López Khu tự quản Puerto López có diện tích 6239 ki lô mét vuông. Đến thời điểm ngày 28 tháng 5 năm 2005, khu tự quản Puerto López có dân số 21811 người.